# Aabenraa
Aabenraa (Åbenrå, niem. Apenrade, fryz. Apenrua) – miasto w Danii położone na Półwyspie Jutlandzkim. W 2017 roku zamieszkane przez 16153 osoby. Jest siedzibą gminy Aabenraa w regionie Dania Południowa.
Miasto położone jest 30 km na północ od Flensburga, nad fiordem o tej samej nazwie we wschodniej części duńskiego Szlezwiku.
Wśród mieszkańców Aabenraa znaczący odsetek stanowi mniejszość niemiecka. Ważny ośrodek kulturalny mniejszości niemieckiej w Danii (m.in. gazeta „Der Nordschleswiger”, gimnazjum niemieckie).
W mieście rozwinął się przemysł maszynowy oraz spożywczy.
Ośrodek handlowy regionu rolniczego.

## Historia
Aabenraa otrzymało prawa miejskie w 1240 (według innych danych – w 1335). Miasto posiada wielowiekowe tradycje ośrodka rybołówstwa i przemysłu rybnego. W roku 1848 miejsce pierwszych potyczek w wojnie prusko-duńskiej. W wyniku II wojny o Szlezwik w roku 1864 zostało przyłączone do Prus (i tym samym do Związku Północnoniemieckiego), a następnie stało się częścią Cesarstwa Niemieckiego.  
Do Danii Aabenraa powróciło w roku 1920, po plebiscytach w Szlezwiku. Wprawdzie 55,1% mieszkańców miasta opowiedziało się za pozostaniem w Niemczech, a 44,9% za przyłączeniem do Danii, jednak zdecydowały głosy w otaczjących miasto terenach wiejskich, gdzie za Danią zagłosowało 67,7% mieszkańców. 
W 1921 roku po powrocie do Danii miasto miało 8 tys. mieszkańców i było lokalnym ośrodkiem handlowym i uzdrowiskiem, działały tu też zakłady budowy organów. W 1960 liczyło 14,2 tys. mieszkańców i było niewielkim ośrodkiem przemysłu spożywczego (browary).

## Zabytki
- kościół św. Mikołaja z XIII w.
- średniowieczny zamek zwany Brundlund
- domy mieszczańskie z XVIII wieku

## Transport
Aabenraa znajduje się w bezpośrednim sąsiedztwie trasy europejskiej E45, łączącej miasto m.in. z Flensburgiem na południu i Aarhus na północy.
Port w Aabenraa jest głębokowodnym portem (do 11 metrów głębokości), obsługującym m.in. tankowce oraz promy typu ro-ro. W 2019 roku przeładowano w nim ponad 1,4 mln ton towarów.